# United World College Red Cross Nordic
Das United World College Red Cross Nordic (UWCRCN) (vormals: Red Cross Nordic United World College) ist eins von momentan 17 United World Colleges. Es wurde 1995 unter der Schirmherrschaft Königin Sonjas von Norwegen als neuntes United World College gegründet.

## Schwerpunkte
Die Schule hat drei Schwerpunkte: Nordisch, Umwelt und Humanitär. Jeder Schüler ist verpflichtet, sich während seiner Collegezeit im International Baccalaureate Programm in diesen Aspekten zu engagieren. Zudem finden, von Schülern organisiert, sogenannte Global Concerns Days, Thementage, zu allen Schwerpunkten statt.

### Rotes Kreuz
Namensgebend für das College ist dessen Partnerschaft mit dem Roten Kreuz. Das College liegt in direkter Nachbarschaft zum Haugland Rehabilitation Centre (Haugland Rehabilitationszentrum), das zum Roten Kreuz von Sogn og Fjordane gehört. Alle Schüler des Colleges absolvieren im Rahmen einer Projektwoche eine Ersthilferausbildung und bekommen die Möglichkeit, bei Camps und Aktionen des Roten Kreuzes auszuhelfen sowie beispielsweise Kurse zu Psychosozialer Notfallversorgung zu absolvieren. Zudem arbeiten Ehrenamtliche vom Roten Kreuz auf dem Campus mit.

## Schülerschaft
Im College leben und lernen rund 200 Schüler aus mehr als 80 Ländern, unter ihnen auch Schüler aus SOS Kinderdörfern, Schüler mit körperlichen Behinderungen und Flüchtlinge.
Die Schüler werden durch mehr als 155 nationale Auswahlkomitees weltweit auf der Basis ihrer persönlichen Eignung, unabhängig von ihrer politischen Überzeugung, ihrer Religion oder ihres sozialen Status ausgewählt. Eine Vielzahl wird durch Stipendien unterstützt, so dass der finanzielle Hintergrund der Familien keine Auswirkung auf die Auswahl hat. In der Schülerschaft sind ungefähr ein Drittel nordische Schüler vertreten, wobei Norweger den größten Anteil ausmachen, aber auch Schweden, Dänen, Finnen, Isländer, Grönländer und Färöer jedes Jahr vertreten sind.

## Campus
Das UWC RCN liegt an der norwegischen Westküste nahe dem Dorf Flekke ungefähr 150 km nördlich der Stadt Bergen und 40 km westlich von Førde. Mit dem Haugland Rehabiliteringssenter teilt es eine Vielzahl von Einrichtungen wie Schwimmbecken, ein Fitnesscenter und eine Sporthalle.
Die Schüler sind im sogenannten Student Village untergebracht. Die fünf Wohnhäuser, in welchen je Platz für 40 Schüler ist, sind nach nordischen Ländern benannt: Finland House, Denmark House, Norway House, Iceland House und Sweden House. Normalerweise teilen sich fünf Schüler unterschiedlicher Herkunft ein Zimmer mit dazugehörigem Badezimmer.
Darüber hinaus beherbergt der Campus:
- drei Unterrichtsgebäude
- Rezeptions- und Administrationsgebäude
- Leif Høegh Center
- Stillehaus
- Backhaus
- Bootshaus (beherbergt auch einen Musikraum)
- Kantinengebäude (beherbergt auch das Auditorium, eine Bibliothek und einen Boulderraum)
- zwei UWC-Connect Gebäude
- Fußball-/Sportplatz
- zwei Inseln

Der Campus ist, um den auf einen Rollstuhl angewiesenen Schülern Zugang zu allen Räumlichkeiten zu ermöglichen, komplett barrierefrei gestaltet. Aufgrund der Lage direkt am Fjord und an Bergen sind Wanderungen, Kayak-Touren, Klettern, Bogenschießen und weitere Outdoor-Aktivitäten direkt vom Campus aus durchführbar.

## Akademisches
Die zweijährige Internatszeit wird mit dem International Baccalaureate Diploma, einer internationalen Hochschulzugangsberechtigung, abgeschlossen.
Dem IB Diploma Programm folgend wurden beispielsweise im Schuljahr 2018/2019 folgende Fächer angeboten:
- Fächergruppe 1 (Studies in language and literature)
  - Englisch Sprache und Literatur, Englisch/ Spanisch/ Norwegisch/ Schwedisch/ Dänisch Literatur, „Weltliteratur“ (Literatur in der eigenen Muttersprache, „Self-Taught“)
- Fächergruppe 2 (Language acquisition)
  - Chinesisch ab initio, Spanisch ab initio, Englisch B, Norwegisch B, ein weiteres Fach aus Fächergruppe 1
- Fächergruppe 3 (Individuals and societies)
  - „Environmental Systems and Societies“, Geographie, Geschichte, Philosophie, Politik (Global Politics), Wirtschaft
- Fächergruppe 4 (Sciences)
  - Biologie, Chemie, „Environmental Systems and Societies“, Physik
- Fächergruppe 5 (Mathematics)
  - „Mathematical Studies“, Mathematik
- Fächergruppe 6 (The arts)
  - Visuelle Kunst, Theater, ein weiteres Fach aus Fächergruppe 1 bis 4

Jeder Schüler muss ein Fach aus jeder Fächergruppe wählen und dabei mindestens drei Fächer auf erhöhtem Niveau (Higher Level) und die restlichen auf grundlegendem Niveau (Standard Level) belegen.
Das College fokussiert dabei aber nicht nur auf akademische Leistung, sondern sucht eine Balance zwischen Unterricht, sozialen Diensten und Freizeitaktivitäten. Das Ziel der United World Colleges ist es dabei, „Bildung zu einer Kraft, die Menschen, Nationen und Kulturen im Streben nach Frieden und einer nachhaltigen Zukunft verbindet“ zu machen.
Das College wird größtenteils durch den norwegischen Staat finanziert. Darüber hinaus wird es durch die anderen nordischen Staaten sowie private Sponsoren unterstützt.